# Dimityr Penew
Dimityr Duszkow Penew (bułg. Димитър Душков Пенев, ur. 12 lipca 1945 w Mirowjane) – bułgarski piłkarz grający na pozycji obrońcy, reprezentant Bułgarii w latach 1966–1974, trener i działacz piłkarski.

## Kariera piłkarska
Jest wychowankiem Lokomotiwu Sofia, w którego seniorskiej drużynie grał przez cztery sezony. W wieku dziewiętnastu lat, niedługo po zdobyciu mistrzostwa kraju z Lokomotiwem, przeniósł się do CSKA Sofia, gdzie występował aż do końca kariery. Przez trzynaście sezonów był liderem linii defensywnej CSKA; oprócz licznych nagród zespołowych, takich jak siedem tytułów mistrza Bułgarii, pięć Pucharów Armii Sowieckiej, a także pierwszego w historii klubu sukcesu międzynarodowego (półfinał Pucharu Europejskich Mistrzów Krajowych w sezonie 1966–1967), zdobył wiele wyróżnień indywidualnych, m.in. dwukrotnie został wybrany na najlepszego piłkarza roku w kraju.
Należy do jednego z lepszych pokoleń w historii bułgarskiej piłki nożnej (jest rówieśnikiem m.in. Christo Bonewa, Georgi Asparuchowa, Dobromira Żeczewa i Petyra Żekowa); podobnie jak wielu innych jego kolegów na przełomie lat 60. i 70. odnosił sukcesy nie tylko w barwach klubowych, ale również zanotował wiele udanych występów z reprezentacją. W 1966 Bułgarzy po raz pierwszy w historii wywalczyli awans do mistrzostw świata, ponadto byli obecni na dwu kolejnych turniejach (za każdym razem odpadali po rundzie grupowej). Penew brał udział w każdym z tych trzech mundiali i na każdym był podstawowym zawodnikiem (wystąpił we wszystkich dziewięciu meczach, w ośmiu od pierwszej do ostatniej minuty).
Łącznie w kadrze zagrał dziewięćdziesiąt razy i do 1996 był rekordzistą pod względem liczby spotkań w reprezentacji.

## Kariera szkoleniowa

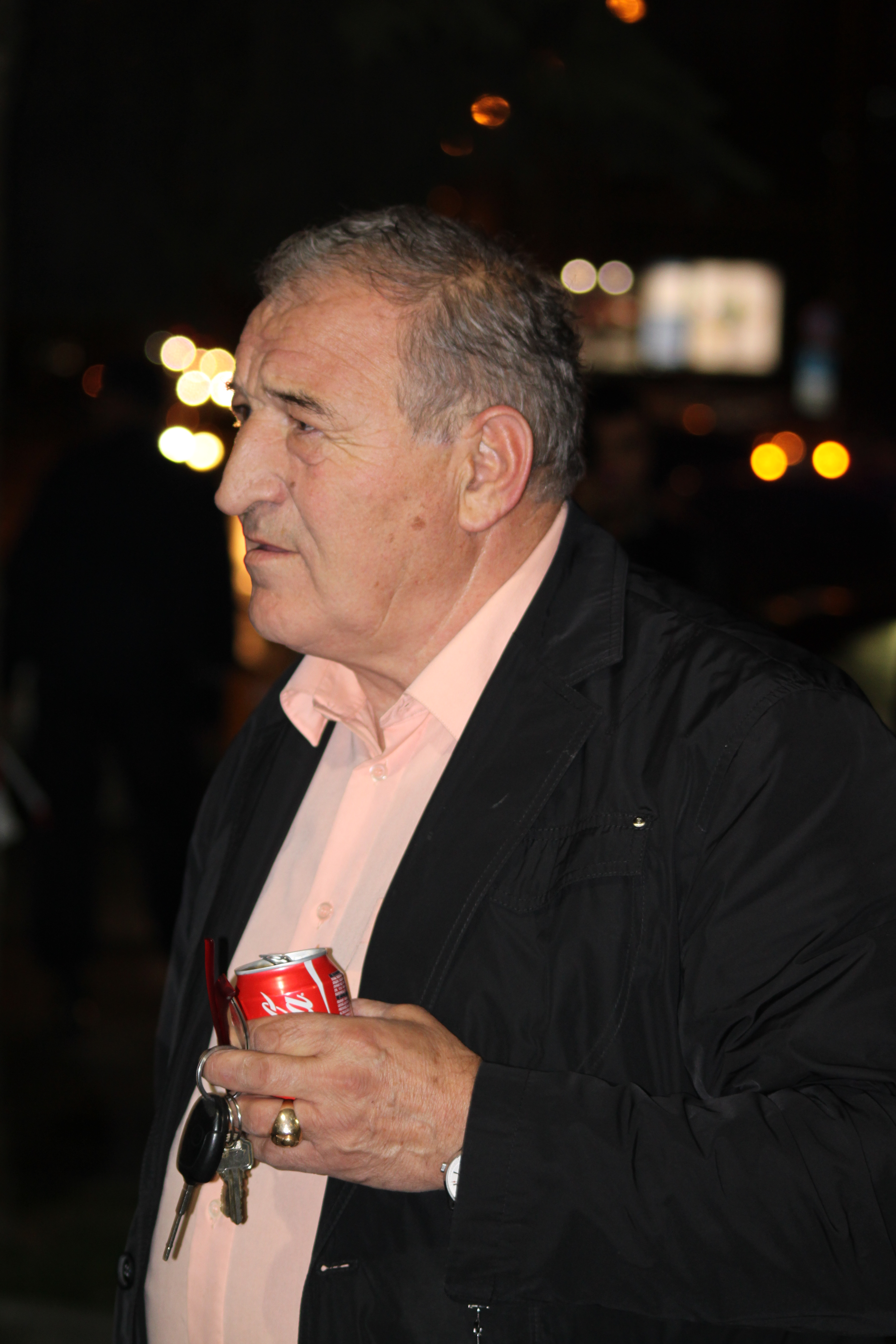
Dimityr Penew w roku 2010

### 1985–1991: CSKA Sofia
Po zakończeniu piłkarskiej kariery rozpoczął pracę szkoleniową w CSKA. W 1985 został pierwszym trenerem tego klubu; w ciągu kolejnych pięciu sezonów z drużyną, w której grali m.in. Christo Stoiczkow, Trifon Iwanow i Emił Kostadinow, trzykrotnie triumfował w rozgrywkach o mistrzostwo kraju, a także zanotował kilka sukcesów międzynarodowych. W sezonie 1988–1989 doprowadził CSKA do półfinału Pucharu Zdobywców Pucharów, a rok później do ćwierćfinału Pucharu Europy Mistrzów Klubowych.

### 1991–1996: Reprezentacja Bułgarii
Udana praca w klubie otworzyła mu w 1991 drogę do reprezentacji. Z piłkarzami, z których wielu występowało wcześniej w prowadzonym przez niego CSKA, awansował po ośmioletniej przerwie do mistrzostw świata (mundial 1994), na których następnie jego podopieczni po ograniu m.in. Argentyny, Meksyku i Niemiec, zajęli czwarte miejsce.
Bułgarzy doszli tak wysoko, mimo iż przez cały turniej ich reprezentacja wstrząsana była konfliktami wewnętrznymi. Dziennikarze wielokrotnie opisywali kłótnie między liderami (Stoiczkowem, Leczkowem i Kostadinowem) i bierność trenera Penewa, który nie potrafił ich ze sobą pogodzić. Selekcjoner wywołał też wiele kontrowersje wśród amerykańskich komentatorów, którzy przyłapali go na paleniu papierosów w czasie meczu, co w Stanach Zjednoczonych było surowo zabronione. Penew przeprosił, dodając: "Czy możecie sobie wyobrazić niepalącego trenera na ławce? Ja też gram w piłkę w swoim umyśle, a palenie wyraża moje zaangażowanie w to, co robię". Innym razem zachowanie trenera nie spodobało się dziennikarzom, kiedy przed meczem o trzecie miejsce ze Szwecją Penew odmówił wzięcia udziału w konferencji prasowej.
Dwa lata później po raz pierwszy w historii zagrali na mistrzostwach Europy. Chociaż Penew jest współautorem największych sukcesów w historii bułgarskiej piłki reprezentacyjnej, to wielokrotnie był krytykowany za zbytnią uległość wobec piłkarzy, przymykanie oko na ich kaprysy oraz kłótnie (m.in. brak reakcji na ostry spór Stoiczkowa z Iwanowem o opaskę kapitana). Zdaniem wielu komentatorów skład był ustalany w porozumieniu z piłkarzami, którzy wybierali sobie swoich partnerów na boisku. Także niektórzy piłkarze, jak Stoiczkow, publicznie podważali umiejętności trenera i jego wpływ na drużynę w czasie udanego mundialu 1994.
Po rozstaniu z kadrą Penew pracował w CSKA: jako trener i dyrektor sportowy, oraz w Chinach. Co jakiś czas jego nazwisko pojawiało się w kontekście ponownego objęcia reprezentacji. Na przykład latem 1999 dziennikarze sugerowali, że Penew może zastąpić Dimityra Dimitrowa w połowie eliminacji do Euro 2000.

### 2007: Reprezentacja Bułgarii
Po niespodziewanej dymisji Christo Stoiczkowa z funkcji trenera kadry w kwietniu 2007 został menedżerem reprezentacji przy tymczasowym selekcjonerze Stanimirze Stoiłowie. Stoiłow wygrał dwa mecze w eliminacjach do Euro 2008, ale odmówił podpisania długoterminowego kontraktu.
Prezes BFS, dawny podopieczny Penewa z kadry, Borisław Michajłow w porozumieniu z piłkarzami wybrał właśnie Penewa na nowego selekcjonera. Jednak po przegranych eliminacjach do mistrzostw, w których Bułgarzy ulegli Holandii i zremisowali z Albanią, postanowiono nie przedłużać z nim kontraktu.

### Od 2008: powroty do CSKA Sofia
10 lipca 2008 po raz trzeci w karierze został trenerem CSKA Sofia. W marcu 2009 otrzymał wymówienie po tym, jak CSKA odpadł z ćwierćfinału Pucharu Bułgarii po porażce z Pirinem 1922 Błagojewgrad.
Półtora roku później ponownie przyjął – po raz czwarty – propozycję prowadzenia CSKA po tym, jak po dwu miesiącach zrezygnował Ioan Andone. Formalnie pierwszym trenerem był Adałbert Zafirow, a Penew pełnił funkcje "trenera-koordynatora". Jednak Zafirow nie posiadał licencji szkoleniowej UEFA, więc do protokołu wpisywany był ten drugi. Po zakończeniu sezonu, w którym CSKA zdobył wicemistrzostwo kraju, Penew został honorowym prezesem klubu.
Jednak nie wytrzymał na tym – symbolicznym – stanowisku długo. Według mediów od dawna wywierał presję na zwolnienie trenera CSKA, Milena Radukanowa. Tak się stało w październiku 2011; Radukanow mimo dobrych wyników w lidze otrzymał wymówienie. Jego miejsce zajął Penew. Jednak pół roku później po ligowej porażce 0:2 z Czernomorcem Burgas został poproszony o odejście z funkcji trenera. Pozostał jednak prezesem honorowym. Kiedy odchodził, CSKA zajmował trzecie miejsce w lidze.

## Życie prywatne
Jest wujem Ljubosława Penewa.

## Sukcesy
| Kariera piłkarska Lokomotiw Sofia - mistrzostwo Bułgarii: 1963/64 CSKA Sofia - mistrzostwo Bułgarii: 1965/66, 1968/69, 1970/71, 1971/72, 1972/73, 1974/75, 1975/76 - Puchar Armii Sowieckiej: 1965, 1969, 1972, 1973, 1974 - półfinał Pucharu Mistrzów 1966/67 reprezentacja Bułgarii - udział w mistrzostwach świata 1966, 1970 i 1974 Indywidualnie - Piłkarz roku w Bułgarii: 1967, 1971 | Kariera szkoleniowa CSKA Sofia - mistrzostwo Bułgarii: 1986/87, 1988/89 i 1989/90 - wicemistrzostwo Bułgarii: 1987/88, 2009/10 - Puchar Bułgarii: 1987, 1988, 1989, 1999 - Superpuchar Bułgarii: 1989 - półfinał Pucharu Zdobywców Pucharów 1988/89, - ćwierćfinał Pucharu Mistrzów 1989/90 reprezentacja Bułgarii - IV miejsce na mistrzostwach świata 1994 - udział w mistrzostwach Europy 1996 |